# Xanthorhoe divisata
Xanthorhoe divisata là một loài bướm đêm trong họ Geometridae.